# ジャマ・エル・フナ広場

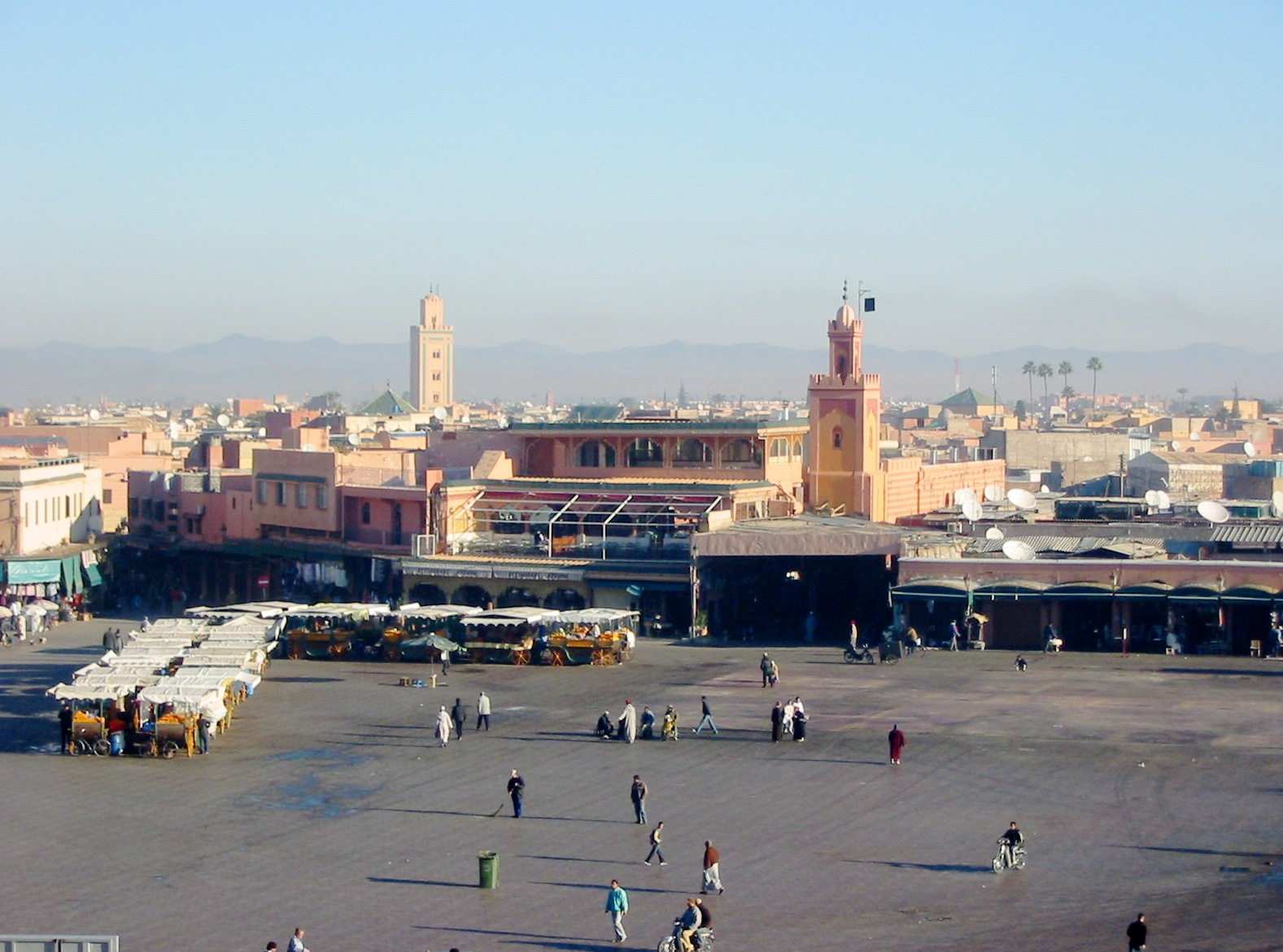
朝のジャマ・エル・フナ広場

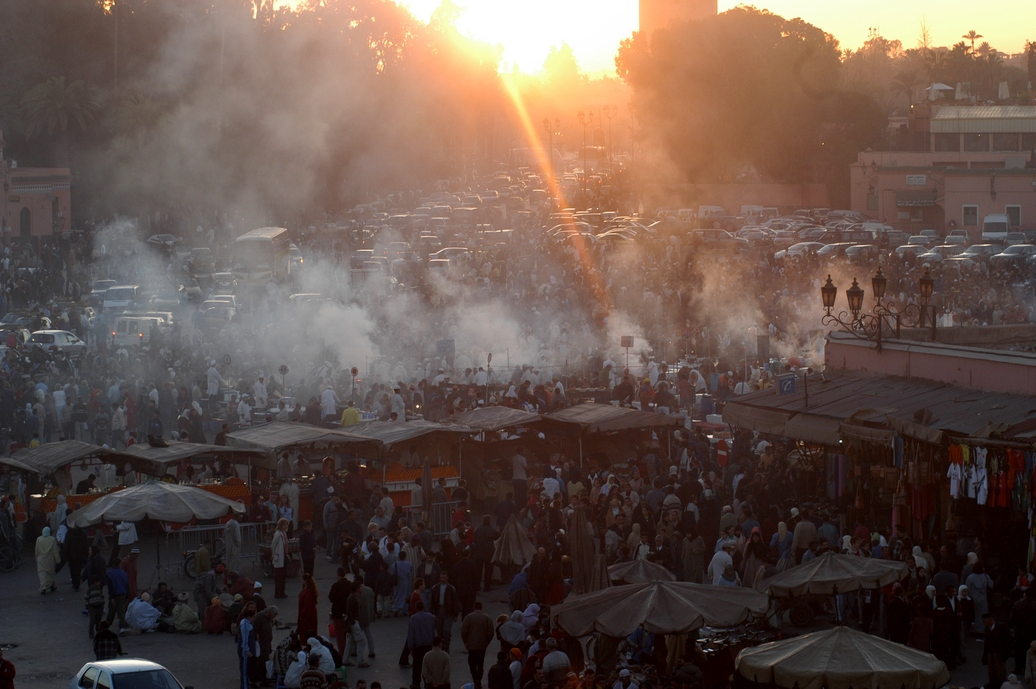
飲食・ジュース販売の屋台や大道芸人で賑わう、夕刻のジャマ・エル・フナ広場

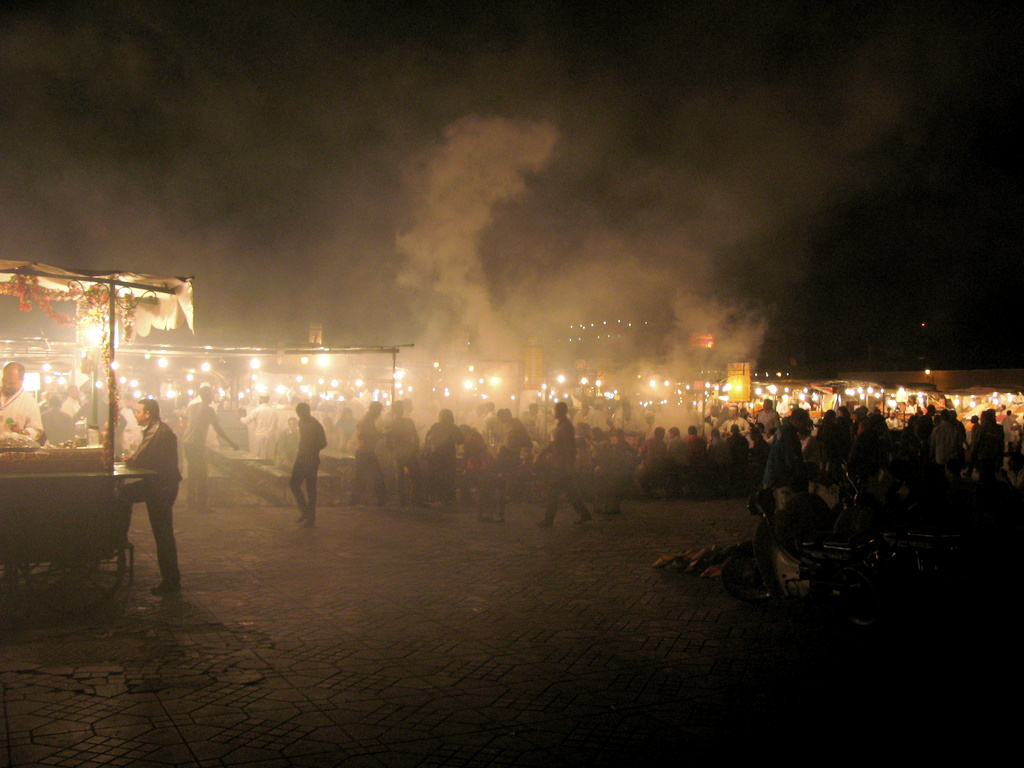
飲食屋台から湯気が立ち上る、夜のジャマ・エル・フナ広場

ジャマ・エル・フナ広場（ - ひろば、英: Jemaa el-Fnaa）は、モロッコ・マラケシュ旧市街地にある広場。

## 概要
11世紀後半にマラケッシュが首都であった頃から街の中心となっていた広場。かつては公開処刑なども行われていた。現在も、大道芸人や飲食物、金属細工を扱い屋台などがところ狭しと軒を並べ、混然とした賑わいを見せる。
屋台の絞りたてオレンジジュースは名物のひとつで、日本のみかんジュースに近い甘さがあるが、屋台によっては衛生面に問題があり、腹を下すという話もたまにある。
古くからモロッコの観光名所の一つとなっているが、近年、治安が極端に悪化。観光客への安全を考慮し、広場に面したレストランなどから風景を眺める形式を採るツアーも増えつつある。

## 国際的な評価
2001年、広場の文化的空間が国際的に評価され、無形文化遺産保護条約の発効以前にユネスコの「傑作の宣言」（第1回）がなされ「人類の無形文化遺産の代表的な一覧表」に掲載され、無形文化遺産に登録されることが事実上確定していたが、2009年9月の初の登録で正式に登録された。

## 爆弾テロ
2011年4月28日正午前にフナ広場で爆発事故が発生し、フランス人8名を含む17名が死亡、20名以上が負傷した。当初は屋台が用いていたガスボンベの爆発によるものと思われていたが、その後の捜査により遠隔操作の爆弾によるテロであることが判明した。目撃者の証言によって作成されたモンタージュ写真などにより犯人の指名手配が行われた。同年5月5日、モロッコ内務省は3名の容疑者を逮捕したことを発表した。3名の男はいずれもモロッコ人で、少なくとも1名は国際テロ組織アル・カーイダとの関係が疑われているが、アル・カーイダは関与を否定している。

## 参照
1. ↑  “Morocco: Marrakesh bomb strikes Djemaa el-Fna square”. BBC News. (2011年4月28日) 2011年10月16日閲覧。
2. ↑  From Martin Jay, For CNN (2011年5月9日). “Pressure on Moroccan government spikes over bombing”. CNN 2011年10月16日閲覧。
3. ↑  “Qaeda denies involvement in Morocco cafe bomb attack”. Leuters. (2011年4月28日) 2011年10月16日閲覧。

座標: 北緯31度37分33秒 西経7度59分21秒 / 北緯31.625971度 西経7.989098度